# 葡萄牙—美國關係
葡萄牙－美國關係是葡萄牙和美国之间的双边关系。
根据2012年美国全球领导力报告， 36%的葡萄牙人认可美国的领导力，12%的人不认可，52%的人不确定。

## 历史
双边关系可以追溯到美国建国初期。美国独立战争后，葡萄牙成为第一个与美国建交的中立国。1791年2月21日，乔治·华盛顿总统正式开启外交关系，任命戴维·汉弗莱斯上校为美国外交部长。
美国和葡萄牙之间的防务关系非常好，这些都是以1995年的《合作与防务协定》为中心。50年来，位于亚速尔群岛的机场在支持美国军用飞机方面发挥了重要作用(其重要性使美国在1975年制定了一项应急计划，一旦共产主义政党在康乃馨革命后掌管了葡萄牙政权，美国就设法让亚速尔群岛独立)。最近的大多数合作是反恐和人道主义方面，包括美军在阿富汗和伊拉克的行动。葡萄牙还向美国提供位于蒙蒂茹的空军基地和若干港口。
葡萄牙将自己定义为“大西洋主义者”，强调支持欧洲与美国的紧密关系，特别是在国防和安全问题上。葡萄牙的政府一直是美国的重要盟友，支持美国在伊拉克的行动，并主办了在军事行动之前举行的亚速尔峰会。
2006年，美国出口了价值14.7亿美元的商品，进口了大约30.4亿美元。尽管过去10年葡萄牙的贸易总额大幅增长，但美国在葡萄牙进出口总额中所占的比例却有所下降。葡萄牙政府银行正在鼓励更多的双边投资。美国企业在葡萄牙(尤其是里斯本)的制药、电脑和零售行业发挥着重要作用，但近年来美国公司在汽车行业的参与度大幅下降。
居住在葡萄牙的2万名美国人和美国一些相当大的葡萄牙裔社区，如在马萨诸塞州、康涅狄格州、罗德岛州、新泽西州、加利福尼亚州和夏威夷的社区，对美国和葡萄牙之间的紧密联系做出了贡献。最新的人口普查估计，生活在美国的130万人有葡萄牙血统，其中很大一部分人来自葡萄牙的亚速尔自治区。